# 발받침대

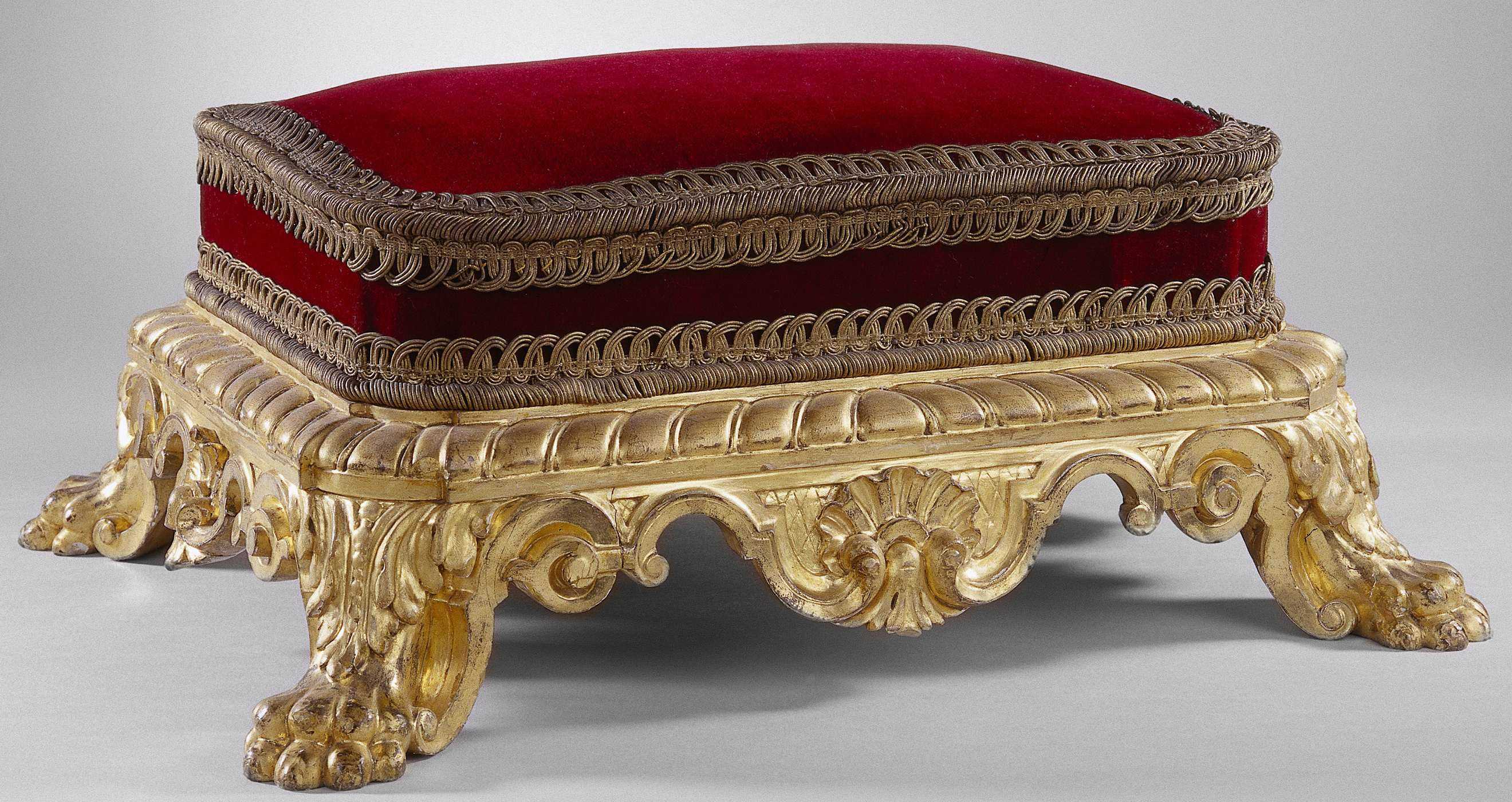
빌럼 3세가 사용하던 풋레스트, 암스테르담 국립미술관 소장

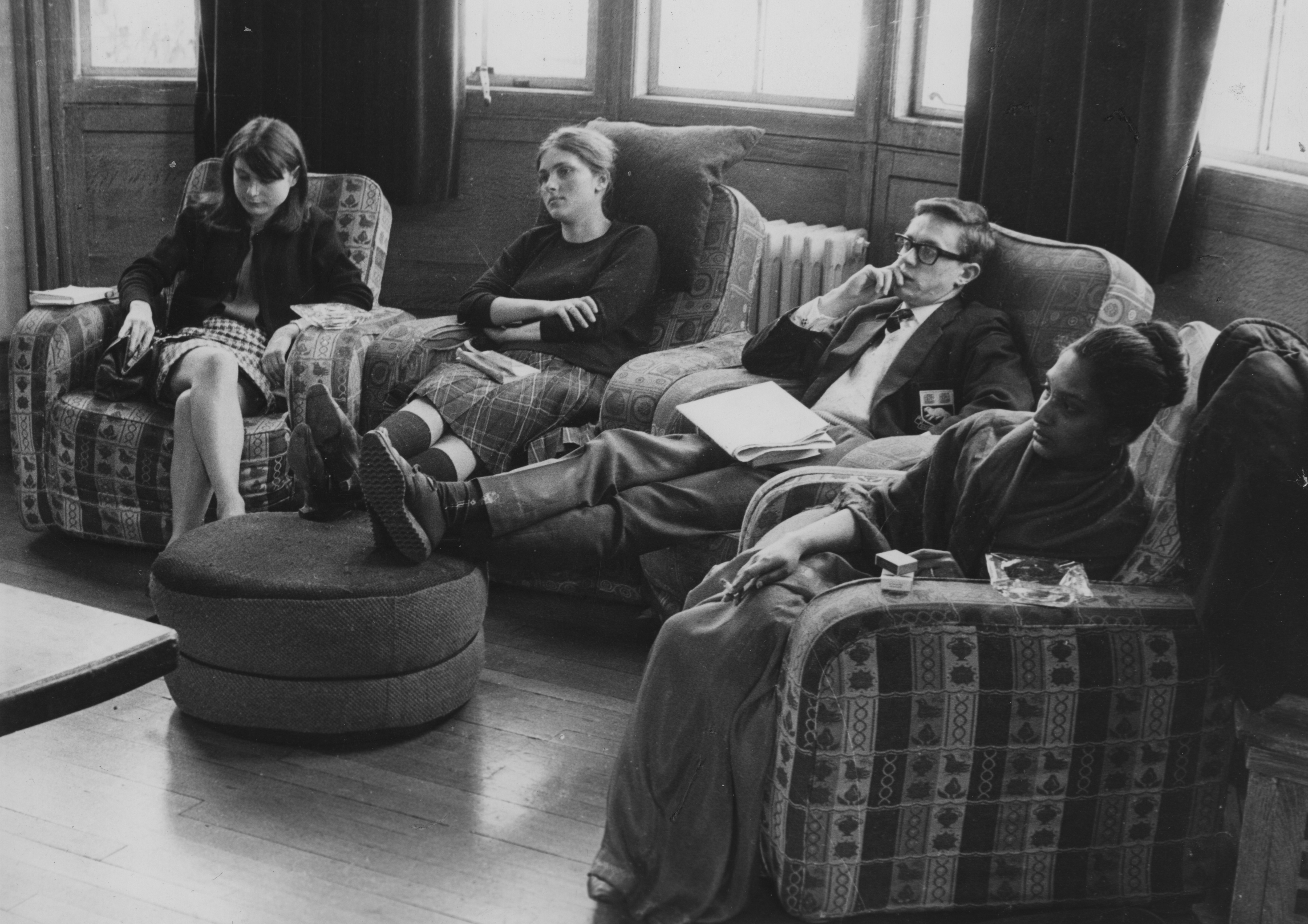
1964년 발받침대에 발을 올려 놓은 학생들

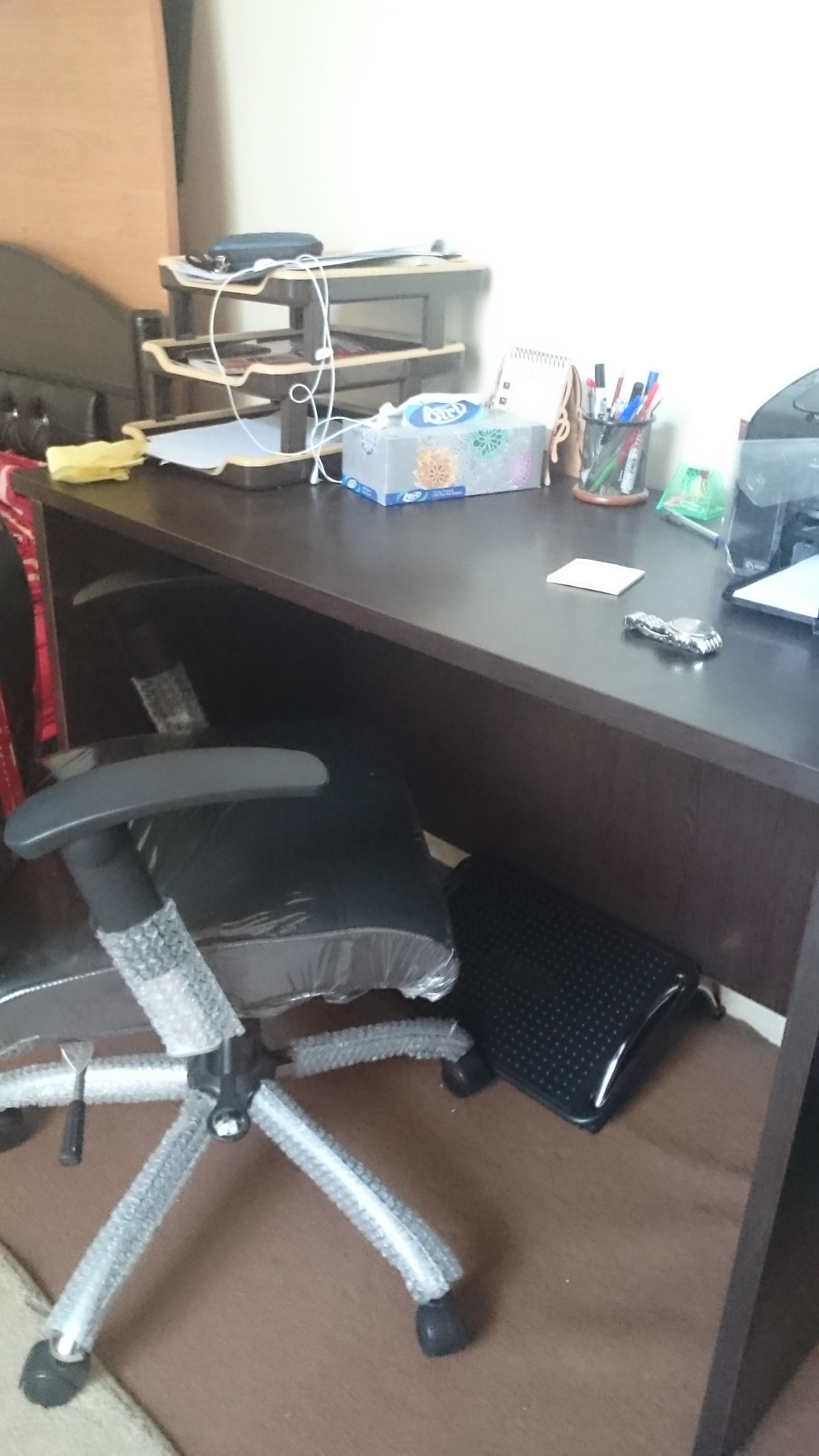
사무실에서 쓰이는 발받침대

발받침대 또는 풋스툴(Footstool, Foot stool) 또는 풋레스트(Footrest, Foot rest)는 발을 올려 놓는 데 사용되는 가구 또는 지지대이다. 발받침대에는 크게 두 가지 유형이 있으며, 편안함을 위해 설계된 발받침대와 기능을 위해 설계된 발받침대로 크게 분류할 수 있다.

## 편안함

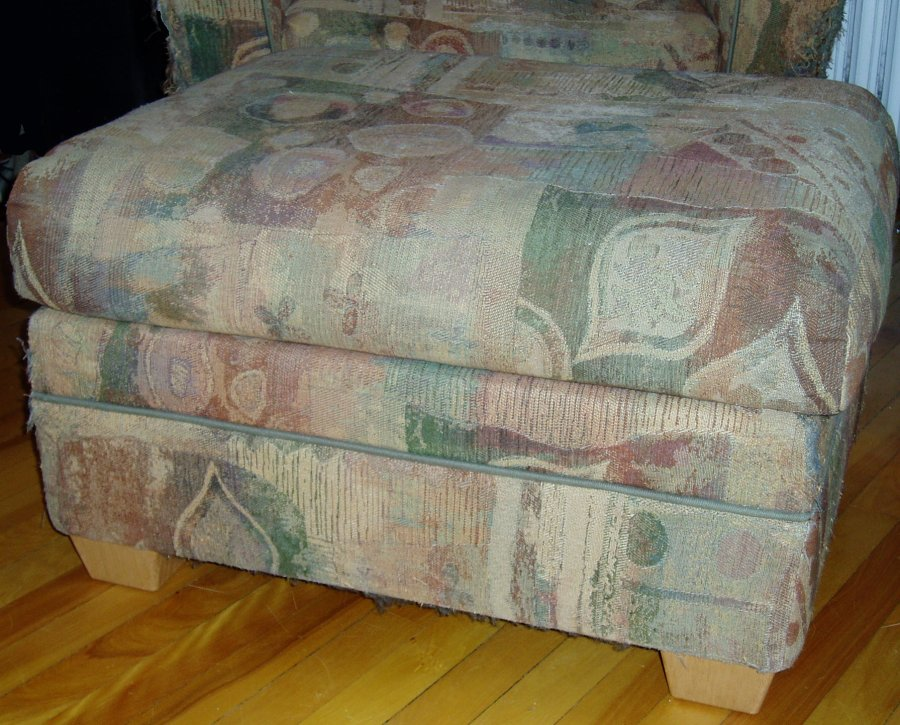
오토만 발받침대

편안함을 위한 발받침대는 일반적으로 의자나 소파에 앉은 사람에게 편안함을 제공하는 데 사용된다. 일반적으로 길이가 짧고 넓으며 네 개의 다리가 있는 걸상 형태이다. 발을 올려 놓는 윗부분은 직물이나 동물 가죽으로 덮여 있고 패드로 대어져 있다. 편안함을 위한 발받침대는 오토만의 한 유형이기도 하다. 앉은 사람이 발을 올려놓을 수 있게 해주며, 다리를 거의 수평으로 지지해 줘 발에게 편안함을 준다는 의미로 풋레스트(Footrest, Foot rest)라고 도 한다. 높이 조절이 가능한 발받침대도 있으며 목재로 만들어진 발받침대도 있다.

## 기능성

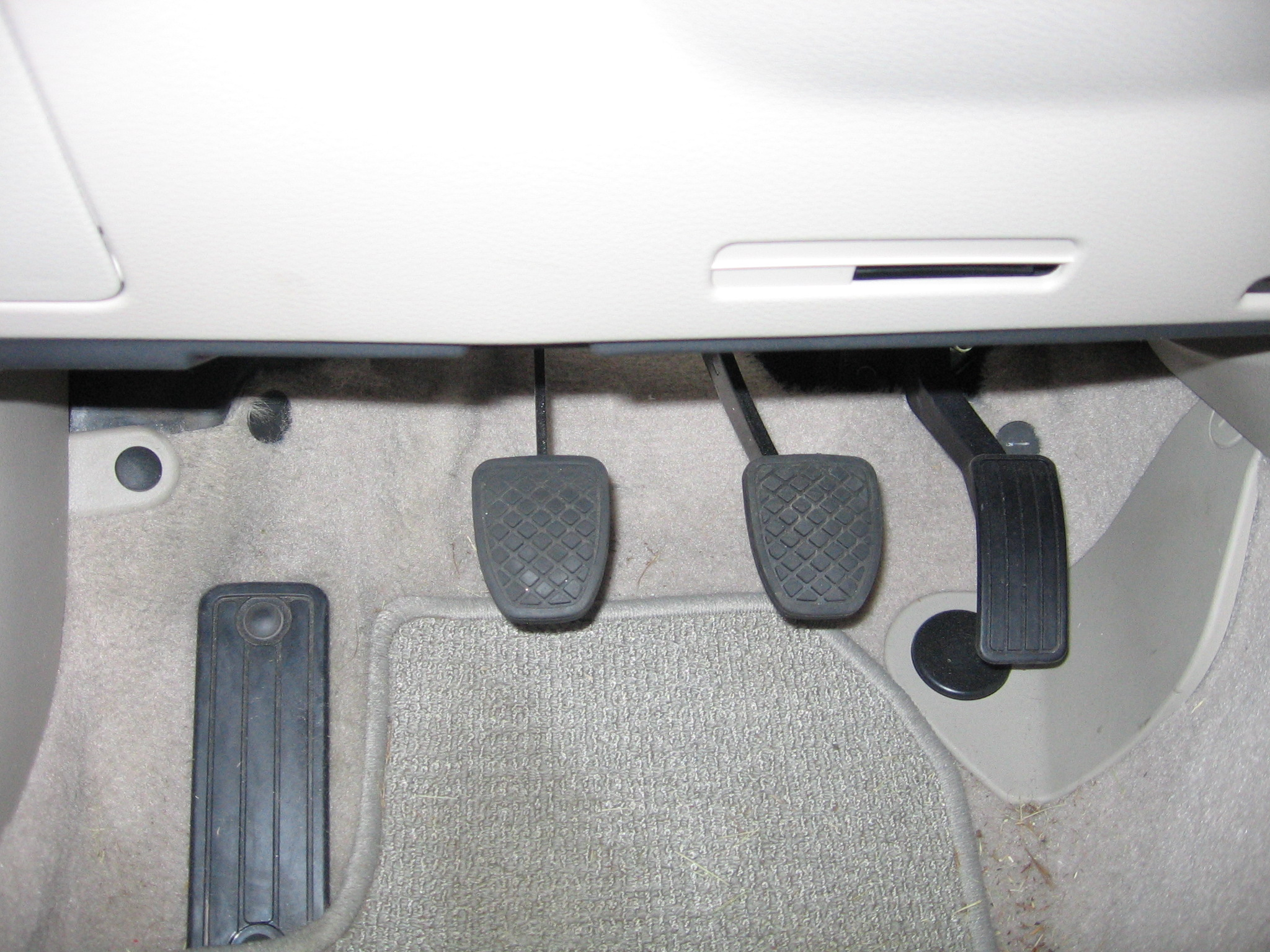
스바루 레거시의 자동차 페달. 왼쪽부터 발 받침대, 클러치, 브레이크, 가속 페달.

기능을 위한 발받침대는 앉았을 때 바닥에 발이 닿지 않는 사람(보통 어린이)의 발을 지지해주는 기능을 한다. 이 경우 발받침대는 앉아있는 사람의 발 아래에 놓아서 사람이 발을 편안하게 놓을 수 있도록 한다. 그 예로 피아노 의자와 함께 사용되는 피아노 풋스툴이 있다. 또한 앉아 있을 때 신체의 혈액 순환이 더 원활하게 흐르도록 하는 데에도 사용된다.
바버 체어와 구두닦이에도 발받침이 사용된다. 자동차에는 일반적으로 무분별한 클러치 밟기나 브레이크 밟기를 방지하거나 이들 패달을 보다 편안하게 밟을 수 있도록 발받침대 역할을 하는 더미 페달(dummy pedal)이 있다. 페그(peg)는 일반적으로 BMX 자전거, 오토바이, 포드 N-시리즈 트랙터, 일부 카약, 외발자전거 및 기타 운송 장치에 사용되는 또 다른 유형의 발판이다.

## 역사
발받침대는 오랜 세월 사용되어 왔으며, 역사에 따라 발전해 왔다. 발받침대는 고대 이집트에서도 발견되었으며, 높은 의자를 올라가는 데 사용되었다. 또한 사람이 앉아 있을 때 발을 쉬게 하는 데에도 사용되었다.
18세기에는 펜더 스툴이라 불리는 낮고 긴 풋스툴이 인기를 끌었다. 주로 벽난로 앞에 두었으며 가족 모두가 발을 얹고 몸을 녹일 수 있을 만큼 길이가 길었다.
발받침대는 17세기부터 19세기 초까지 일반적으로 일상생활에서 바꿔 쓸 수 있는 가구였다. 초기 미국 가정에서 발받침대는 매우 귀중했으며 거주 공간이 좁았음에도 불구하고 주요 공간을 차지했다.
이와 관련하여 콘월주의 메바기시 박물관(Mevagissey Museum)에서 열린 세계사(A History of the World) 전시회에서는 1850년대경 북미 콘월 출신 이민자가 만든 이민자의 발받침대를 선보이기도 했다.

## 같이 보기
- 오토만 (가구)
- 스텝 (계단)
- 팔걸이
- 헤드레스트